# Fernando Díaz del Río
Fernando Díaz del Río (Las Palmas de Gran Canaria, 15 de febrero de 2003) es un deportista español que compite en natación sincronizada.
Ganó una medalla de oro en el Campeonato Mundial de Natación de 2023 y dos medallas de plata en el Campeonato Europeo de Natación de 2022.

## Palmarés internacional
| Campeonato Mundial | Campeonato Mundial | Campeonato Mundial | Campeonato Mundial |
| Año                | Lugar              | Medalla            | Prueba             |
| ------------------ | ------------------ | ------------------ | ------------------ |
| 2023               | Fukuoka (Japón)    | Medalla de oro     | Solo técnico       |
| Campeonato Europeo |                    |                    |                    |
| Año                | Lugar              | Medalla            | Prueba             |
| 2022               | Roma (Italia)      | Medalla de plata   | Solo técnico       |
| 2022               | Roma (Italia)      | Medalla de plata   | Solo libre         |